# Odontopera alienata
Odontopera alienata là một loài bướm đêm trong họ Geometridae.